# Uniwersytet w Pasawie
Uniwersytet w Pasawie (niem. Universität Passau) – niemiecka uczelnia publiczna zlokalizowana w Pasawie. 
Uczelnia została utworzona w 1973 roku, a rozpoczęła działalność dydaktyczną w 1978 roku, jednak nawiązuje do tradycji wcześniejszych szkół funkcjonujących w tym rejonie. Pierwszą z nich było Kolegium Jezuickie, założone w 1622 przez Arcyksięcia Austrii Leopolda V (syna Karola Styryjskiego). W 1833 roku zostało ono przekształcone w Królewskie Bawarskie Liceum (Königlich Bayerisches Lyzeum), a następnie w 1923 roku w Wyższą Szkołę Filozoficzno-Teologiczną (Philosophisch-Theologische Hochschule). Ta ostatnia funkcjonowała do 1978 roku (z przerwą w okresie 9 października 1939 - 7 listopada 1945), kiedy to została włączona w struktury nowo powstałego uniwersytetu.

## Struktura organizacyjna
W skład uczelni wchodzą następujące jednostki organizacyjne: 
- Wydział Sztuki i Nauk Humanistycznych
- Wydział Business Administration i Ekonomii
- Wydział Matematyki i Informatyki
- Wydział Prawa.